# 维克托·戴维斯
维克托·戴维斯（英語：Victor Davis，1964年2月10日—1989年11月13日），加拿大男子游泳运动员。他曾代表加拿大参加1984年和1988年夏季奥林匹克运动会游泳比赛，获得一枚金牌和三枚银牌。
1989年7月退役。1989年11月11日，戴维斯在蒙特利尔郊区圣安娜－德贝勒维的一家夜总会外被Glen Crossley驾驶的汽车撞倒，后者隨後逃离现场。两天后，戴维斯在醫院去世。1992年2月，Glen Crossley被判入狱十个月，最终服刑四个月。